# TOFカメラ
ToFカメラ（トフカメラ、Time-of-Flight Camera）は、光の飛行時間を利用して三次元情報を計測可能なカメラ。

## 概要
測域センサの一種で被写体に対して照射したパルス光の反射時間を画素毎に計測することで三次元的な情報を計測できる。

## 用途
主に3Dスキャナとして使用される。他に自動車の自動運転にも適用が検討される。

## 構造
撮像用の光学系は概ね従来のデジタルカメラと同じだが、パルス発光する光源があり、撮像素子と同期して飛行時間を計測する。
信号処理には他の3Dセンサと比較して高精度の信号処理が必要なため、半導体素子の高速化に伴い、近年ようやく普及し始めた。

## 特徴
- 他の方式の3Dセンサと比較して構造が従来のカメラと近いので既存の製造設備を流用できるので低廉化が期待できる。
- ステレオ写真方式と比較した場合、必要な撮像用の光学系は1組で済む。
- 光線を照射するので暗い場所でも使用可能。
- 深度情報と同時に従来の画像も同時に撮像可能。

## 応用例
Kinectは当初、赤外光のランダムドットパターンを投影して距離を測定する方式だったが、Kinect2.0からはToFカメラに変更され、それにより空間分解能が約2倍になった。
第4世代のiPad ProやiPhone 12 Pro/Pro Maxでは、LiDARとしてToFセンサーを搭載している。